# Larmor (cráter)

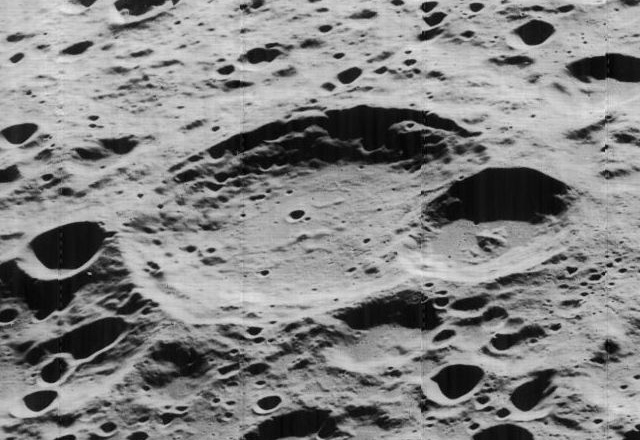
Imagen oblicua de la misión Lunar Orbiter 5, mirando al oeste

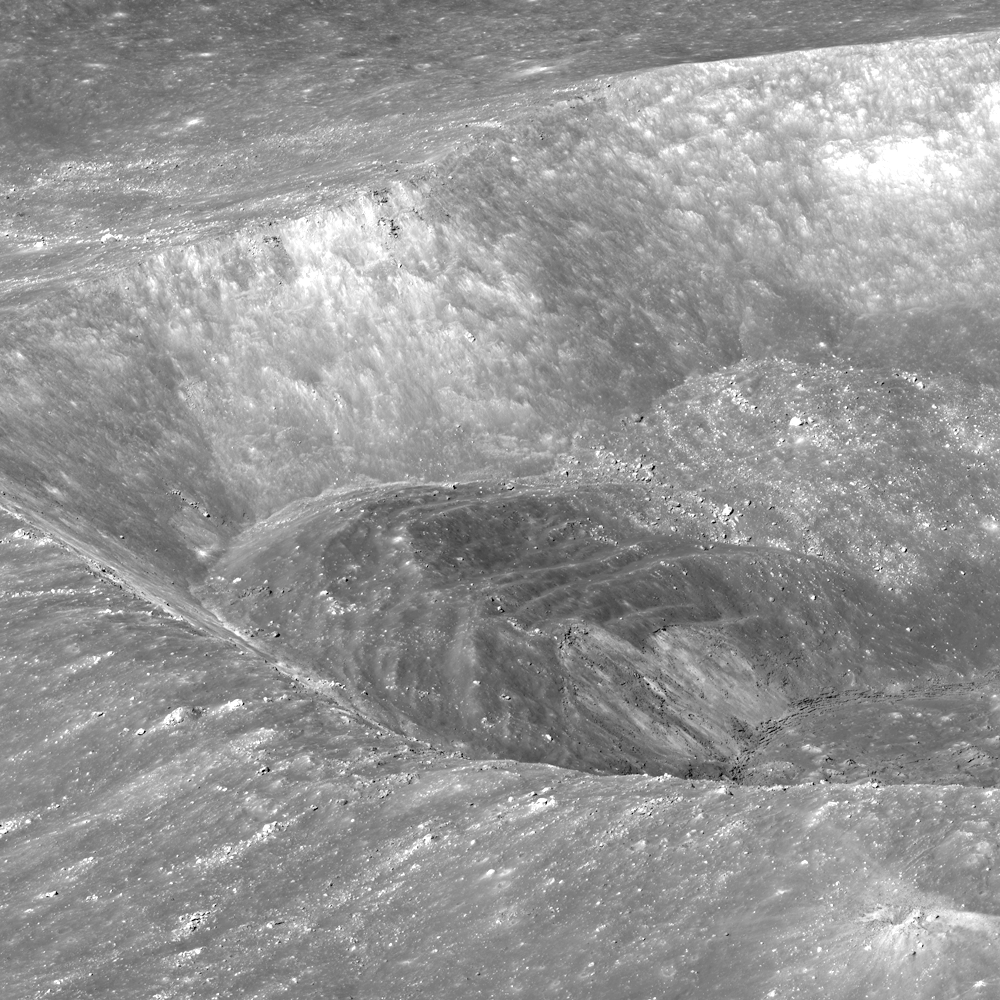
Vista oblicua de Larmor Q

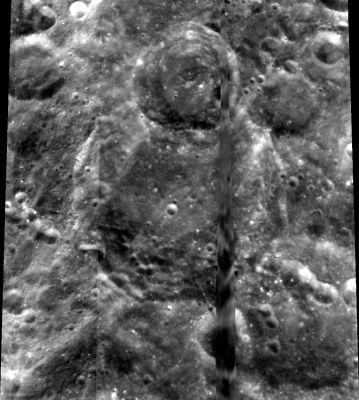
Fotografía de la misión Clementine (1994)

Larmor es un cráter perteneciente a la cara oculta de la Luna. Se localiza al este-sureste de Shayn y al norte de Dante. Se nombra en honor del físico Joseph Larmor.
|  |

El brocal de Larmor está atravesado por el cráter satélite Larmor Z. El borde restante está ligeramente desgastado, particularmente al suroeste, y la pared interior es algo más ancha en el extremo sur, mostrando una serie de estructuras aterrazadas. Cerca del punto medio de la plataforma interior, por lo demás relativamente nivelada, se sitúan algunas colinas bajas.
El cráter satélite Larmor Q, situado a medio diámetro del cráter al suroeste de Larmor, se encuentra en el centro de un sistema de marcas radiales. Sus rayos aparecen principalmente en los sectores norte y sureste, con un arco de 120° al oeste libre del material de los rayos.

## Cráteres satélite
Por convención estos elementos son identificados en los mapas lunares poniendo la letra en el lado del punto medio del cráter que está más cercano a Larmor.
|        | \| Larmor \| Coordenadas \| Diámetro \| \| ------ \| ------------------------------- \| -------- \| \| K \| 30°18′N 179°00′O / 30.3, -179.0 \| 24 km \| \| Q \| 28°36′N 176°12′E / 28.6, 176.2 \| 22 km \| \| W \| 33°18′N 177°36′E / 33.3, 177.6 \| 27 km \| \| Z \| 33°42′N 179°48′O / 33.7, -179.8 \| 49 km \| |          |
| Larmor | Coordenadas | Diámetro |
| K      | 30°18′N 179°00′O / 30.3, -179.0 | 24 km    |
| Q      | 28°36′N 176°12′E / 28.6, 176.2 | 22 km    |
| W      | 33°18′N 177°36′E / 33.3, 177.6 | 27 km    |
| Z      | 33°42′N 179°48′O / 33.7, -179.8 | 49 km    |